# Światowy Dzień Sprawiedliwego Handlu
Światowy Dzień Sprawiedliwego Handlu (ang. WFTDay, World Fair Trade Day) – międzynarodowe święto Sprawiedliwego Handlu. Jego organizatorem w skali światowej jest Światowa Organizacja Sprawiedliwego Handlu (ang. WFTO, World Fair Trade Organization).
Pierwowzorem dla tych obchodów był Europejski Dzień Sklepów Świata (European Worldshop Day), organizowany przez NEWS! (Network of European World Shops – Sieć Europejskich Sklepów Świata, czyli sklepów Sprawiedliwego Handlu). Obchodzony był po raz pierwszy w r. 1966. 
Działania w kierunku wspólnych obchodów w szerszej skali w jednym terminie zapoczątkowano w Japonii i USA. Światowy Dzień Sprawiedliwego Handlu zainicjowała Safia Minney, założycielka organizacji People Tree. 
Ta inicjatywa została podjęta przez Międzynarodowe Stowarzyszenie Sprawiedliwego Handlu (ang. IFAT, International Fair Trade Association) i jej organizacje członkowskie na konferencji w Arusha (Tanzania) w r. 2001, by  efektywniej promować Sprawiedliwy Handel na skalę globalną. Po raz pierwszy obchodzony był 4 maja 2002 r. Obecnie obchodzony jest co roku w drugą sobotę maja.
Wydarzenia związane ze Światowym Dniem Sprawiedliwego Handlu odbywają się nie tylko w tym terminie, ale też w dniach poprzedzających tę datę i następujących po niej. Uczestniczą w nich członkowie IFAT z ok. 70 krajów świata oraz sklepy Sprawiedliwego Handlu i ich sieci z całej Europy, zrzeszone w NEWS! (ok. 2500 sklepów). Obchody obejmują np. śniadania Sprawiedliwego Handlu, debaty, demonstracje, koncerty, pokazy "sprawiedliwej" mody (Fair Fashion) oraz promocje "sprawiedliwych" produktów z całego świata, jak kawa, kakao, herbata i inne produkty spożywcze, odzież, biżuteria, przepiękne wyroby rzemieślnicze i artystyczne, piłki, kwiaty cięte itp. Wiele akcji trwa przez cały maj.
Obchody odbywają się co roku pod innym hasłem:
| Rok  | Dzień   | Hasło w j. polskim                                         | Hasło w j. angielskim                                             |
| ---- | ------- | ---------------------------------------------------------- | ----------------------------------------------------------------- |
| 2002 | 4 maja  |                                                            |                                                                   |
| 2003 | 17 maja |                                                            |                                                                   |
| 2004 | 8 maja  | Mała zamiana, wielka różnica                               | Small Change, Big Difference                                      |
| 2005 | 14 maja | Sprawiedliwy Handel niesie pokój                           | Fair Trade is Peace                                               |
| 2006 | 13 maja | Sprawiedliwy Handel - gra fair                             | Fair Trade Organizations                                          |
| 2007 | 12 maja | Dzieci potrzebują Sprawiedliwego Handlu                    | Kids Need Fair Trade                                              |
| 2008 | 10 maja | Sprawiedliwy Handel + Ekologia                             | Fair Trade + Ecology                                              |
| 2009 | 9 maja  | Edukacja Globalna i rozwojowa a idea Sprawiedliwego Handlu | BIG BANG!! Beat poverty Beat climate change Beat financial crisis |
| 2010 | 8 maja  | Wielki Dzień dla Naszej Planety                            | A Big Day for the Planet                                          |
| 2011 | 14 maja | Sprawiedliwy Handel a Lasy                                 | Fair Trade and Forest                                             |
| 2012 | 12 maja |                                                            |                                                                   |
| 2013 | 11 maja |                                                            |                                                                   |
| 2014 | 10 maja | Ludzie Sprawiedliwego Handlu                               | Fair Trade People                                                 |
| 2015 | 9 maja  | Bądź czynnikiem przemian                                   | Be an Agent for Change                                            |
| 2016 | 14 maja | Łańcuch ludzki na rzecz Sprawiedliwego Handlu i Planety    | Human Chain for Fair Trade and Planet                             |

## Światowy Dzień Sprawiedliwego Handlu w Polsce
W Polsce maj stał się po raz pierwszy miesiącem promocji Sprawiedliwego Handlu w r. 2006. Z tej okazji Polskie Stowarzyszenie Sprawiedliwego Handlu "Trzeci Świat i My" wprowadziło oficjalnie na rynek polski certyfikowane produkty Sprawiedliwego Handlu, m.in. ekologiczne kawy, herbaty, kakao czy czekolady, egzotyczne miody, czerwony i brązowy pełnoziarnisty ryż jaśminowy, olej z orzechów brazylijskich itp., opatrzone znakiem certyfikacyjnym Sprawiedliwego Handlu.
W kolejnych latach ideę Światowego Dnia Sprawiedliwego Handlu podejmowały też inne organizacje pozarządowe, prowadzące działalność w dziedzinie edukacji globalnej.